# Pterolophia brahma
Pterolophia brahma là một loài bọ cánh cứng trong họ Cerambycidae.